# Lazar Zendek
LZ Apolinary Lazar, Marcin Lazar spółka jawna – przewoźnik obsługujący linie na zlecenie ZTM oraz gminy Myszków.
Dla ZTM obsługuje linie 52, 107, 164, 190, 200, 222, 225, 264, 604, 609, 619, 625, 637, 644, 664, 665, 969, Z-26, T-26, M12 i M13.
Dla gminy Myszków obsługuje linie: 1, 2, 3, 4, 5, 6, 7.  

## Tabor
| Marka i typ autobusu                                 | Rok produkcji                                        | Eksploatacja od                                      | Numer taborowy                                       | Liczba egzemplarzy |
| ---------------------------------------------------- | ---------------------------------------------------- | ---------------------------------------------------- | ---------------------------------------------------- | ------------------ |
| ЗАЗ A10C30                                           | 2016                                                 | 2016                                                 | 1607                                                 | 1                  |
| Iveco Crossway 10.8LE                                | 2014/2015                                            | 2014                                                 | 1501-1503, 1516-1517                                 | 5                  |
| MAN NG312                                            | 1996                                                 | 2013                                                 | 1306                                                 | 1                  |
| BMC Procity                                          | 2018                                                 | 2018                                                 | 1802-1804                                            | 3                  |
| BMC Procity 250SLF                                   | 2006                                                 | 2015                                                 | 1518                                                 | 1                  |
| MAN NL263                                            | 2003                                                 | 2012                                                 | 1204, 1207                                           | 2                  |
| Solaris Urbino 18 IV                                 | 2016                                                 | 2016                                                 | 1601-1602                                            | 2                  |
| Solaris Urbino 12 III                                | 2002                                                 | 2017                                                 | 1610, 1801                                           | 2                  |
| MAZ 103                                              | 2007/2015                                            | 2012                                                 | 1505- 1507, 821                                      | 4                  |
| Scania Irizar I6                                     | 2010/2015                                            | 2015                                                 | -                                                    | 2                  |
| SOR BN8,5                                            | 2013                                                 | 2014                                                 | 1401-1403, 1405-1406                                 | 5                  |
| SOR BN9,5                                            | 2016                                                 | 2016                                                 | 1603-1606, 2401,2402                                 | 6                  |
| SOR BN12                                             | 2015                                                 | 2015                                                 | 1509- 1512, 1515, 200                                | 6                  |
| Pilea E10                                            | 2023                                                 | 2024                                                 | -                                                    | 2                  |
| SOR CN12                                             | 2017                                                 | 2018                                                 | 502,2403                                             | 2                  |
| Karsan ATAK                                          | 2018                                                 | 2018                                                 | 2201                                                 | 1                  |
| Wszystkie pojazdy                                    | Wszystkie pojazdy                                    | Wszystkie pojazdy                                    | Wszystkie pojazdy                                    | 45                 |
| Udział autobusów niskopodłogowych i niskowejściowych | Udział autobusów niskopodłogowych i niskowejściowych | Udział autobusów niskopodłogowych i niskowejściowych | Udział autobusów niskopodłogowych i niskowejściowych | 95%                |
| Średni wiek pojazdów w latach                        | Średni wiek pojazdów w latach                        | Średni wiek pojazdów w latach                        | Średni wiek pojazdów w latach                        | 9                  |